# Животновъдство в Древен Египет
Още от неолита (за особеностите на епохата в земите на Египет, виж Древен Египет, неолит) египтяните умеели да опитомяват животните, които и до днес са типичен домашен добитък: волове и крави, кози и овце, свине и кучета.
Те били събирани в стада, които представлявали богатството на селата и впоследствие се превърнали в основа на личното състояние. Плячката по време на война и грабежи се изчислявала в глави добитък, а надписът върху главата на скиптъра на фараона Нармер гласи, че след една своя победа той взел като плячка 400 000 преживни и 1 422 000 кози. Същевременно, освен тези класически животни, египтяните опитвали да опитомяват и животни от пустинята: газели, муфлони, адакси, диви козли, орикси, африкански антилопи и дори хиени, които използвали при лов.
Но още през Средното царство тези опити били изоставени, въпреки че ориксът все още бил отглеждан в оборите на управителя на нома. наречен с името на това животно. Силните волове били отглеждани в блатистите места, пазени от пастири, които ходели почти голи и били придружавани от своите кучета с остри муцуни. Те се връщали само няколко пъти годишно в жилището си в имението на своя господар, където писарите се заемали с преброяването на стадото. Събирали биволите в обори, където заедно с други домашни животни били угоявани, преди да бъдат изпратени в кланицата. Фигуралните изображения от гробниците дават представа за живота на говедарите, за отглеждането на добитъка в оборите, както и за жизнените и многобройни стада от волове, кози, свине и осли. Домашните птици също представляват едно от богатствата на египтяните.